# Gallon Drunk
Pour les articles homonymes, voir Gallon (homonymie).
Gallon Drunk est un groupe britannique formé à Londres en 1990.

## Biographie
[réf. nécessaire]
Le son du groupe et ses thèmes sombres sont caractéristiques du swamp rock, mais ses influences sont variables du punk au jazz. Formé par le chanteur et guitariste James Johnston, Michael Delanian et Joe Byfield, le groupe fait irruption dans le circuit des clubs londoniens au début des années 1990 avec une succession de singles devenus des classiques comme Some Fool's Mess, succès dans les classements de ventes indépendants. Tout au long de leur carrière, presque tous leurs singles ont été classés Single Of The Week par le NME ou Melody Maker. Le groupe continue d’enregistrer et de tourner, assurant les premières parties de concert de Lydia Lunch notamment ; James Johnston joue sur scène avec Nick Cave and The Bad Seeds, comme en 2013[réf. nécessaire].

## Discographie
- 1991 : Tonite... The Singles Bar
- 1992 : You, The Night... And The Music
- 1993 : From The Heart Of Town
- 1996 : In The Long Still Night
- 1999 : Black Milk
- 2002 : Fire Music
- 2007 : The Rotten Mile
- 2008 : Live At Klub 007
- 2012 : The Road Gets Darker From Here
- 2014 : The Soul Of The Hour

## Filmographie
Le DVD One For The Ladies propose un enregistrement live au Happy Jax de Londres en 1991 avec les hits Some Fool’s Mess, Ruby, Draggin’ Along et The Last Gasp.
Le DVD propose également le court métrage Dora Suarez – dont la musique fut créée par James Johnston et Terry Edwards. Le film montre l'écrivain Robin Cook lisant des extraits de I Was Dora Suarez. La lecture fut enregistrée en direct au National Film Theatre de Londres en 1994. 
- Drag 91
- Draggin' Along
- Just One More
- Ruby
- Some Fool's Mess
- Miserlou
- The Last Gasp
- Two Wings Mambo
- Bonus :  "Dora Suarez"